# Sous-district de Dongzhimen
Le sous-district de Dongzhimen (chinois : 东直门街道 ; pinyin : Dōngzhímén jiēdào) est une subdivision du district de Dongcheng, dans le centre de Pékin, en Chine.
Dongzhimen partage avec Hepingli et Yongdingmenwai la particularité d'être les seuls sous-districts de Dongcheng situés entièrement à l'extérieur du deuxième périphérique de Pékin, qui enserre les quatorze autres subdivisions du district.

## Communautés résidentielles
Le sous-district de Dongzhimen est divisé en dix communautés résidentielles (chinois : 社区 ; pinyin : shèqū).
| Nom              | Chinois        | Pinyin                 | Population | Superficie (km²) |
| ---------------- | -------------- | ---------------------- | ---------- | ---------------- |
| Hujiayuan        | 胡家园社区     | Hújiāyuán shèqū        |            |                  |
| Xinzhongjie      | 新中街社区     | Xīnzhōngjiē shèqū      |            |                  |
| Qingshuiyuan     | 清水苑社区     | Qīngshuǐyuàn shèqū     |            |                  |
| Xinzhongxili     | 新中西里社区   | Xīnzhōngxīlǐ shèqū     |            |                  |
| Shizipo          | 十字坡社区     | Shízìpō shèqū          |            |                  |
| Dongwaidajie     | 东外大街社区   | Dōngwàidàjiē shèqū     |            |                  |
| Donghuan         | 东环社区       | Dōnghuán shèqū         |            |                  |
| Xiangheyuanbeili | 香河园北里社区 | Xiānghéyuánběilǐ shèqū |            |                  |
| Gongrentiyuguan  | 工人体育馆社区 | Gōngrentǐyùguǎn shèqū  |            |                  |
| Dongwaidajiebei  | 东外大街北社区 | Dōngwàidàjiēběi shèqū  |            |                  |
|                  |                | Total                  | 47 200     | 2,07             |